# Brachytarsomys
Brachytarsomys és un gènere de rosegadors de la família dels nesòmids. Les dues espècies vivents d'aquest grup habiten els boscos de l'est de Madagascar, mentre que l'espècie extinta visqué al nord-oest de l'illa durant el Plistocè superior i l'Holocè inferior. Tenen un aspecte similar al de Nesomys, però se'n diferencien per tenir les potes posteriors més curtes. El seu pelatge dorsal és de color marró grisenc, mentre que els flancs són rogencs i el ventre és blanc.